# Grafschaft Manderscheid
Die Grafschaft Manderscheid geht zurück auf das Adelsgeschlecht Manderscheid, welches über lange Zeit eine der mächtigsten Familien in der Eifel war. Im Jahr 1461 wurde sie vom Kaiser in den Reichsgrafenstand erhoben. Im Jahre 1488 wurden die Besitztümer der Familie aufgeteilt.
Dietrich III., der die Erbschaften Schleiden und Blankenheim erhalten hatte, setzte seine Söhne Johann, Konrad und Wilhelm als neue Herrscher ein. Johann bildete die Linie Manderscheid-Blankenheim-Gerolstein, Wilhelm die Linie Manderscheid-Kail, Konrad (Cuno) die Linie Manderscheid-Schleiden. Als reichsunmittelbares Haus gehörten die Manderscheid dem Hochadel an.
Im Jahr 1780 erlosch das Geschlecht der Grafen von Manderscheid-Blankenheim im Mannesstamm. Die letzte Gräfin Augusta von Manderscheid-Blankenheim war mit dem böhmischen Grafen Philipp Christian von Sternberg verheiratet. Der Zweig dieser Familie nannte sich daraufhin Sternberg-Manderscheid.

## Das Geschlecht Manderscheid bis 1488

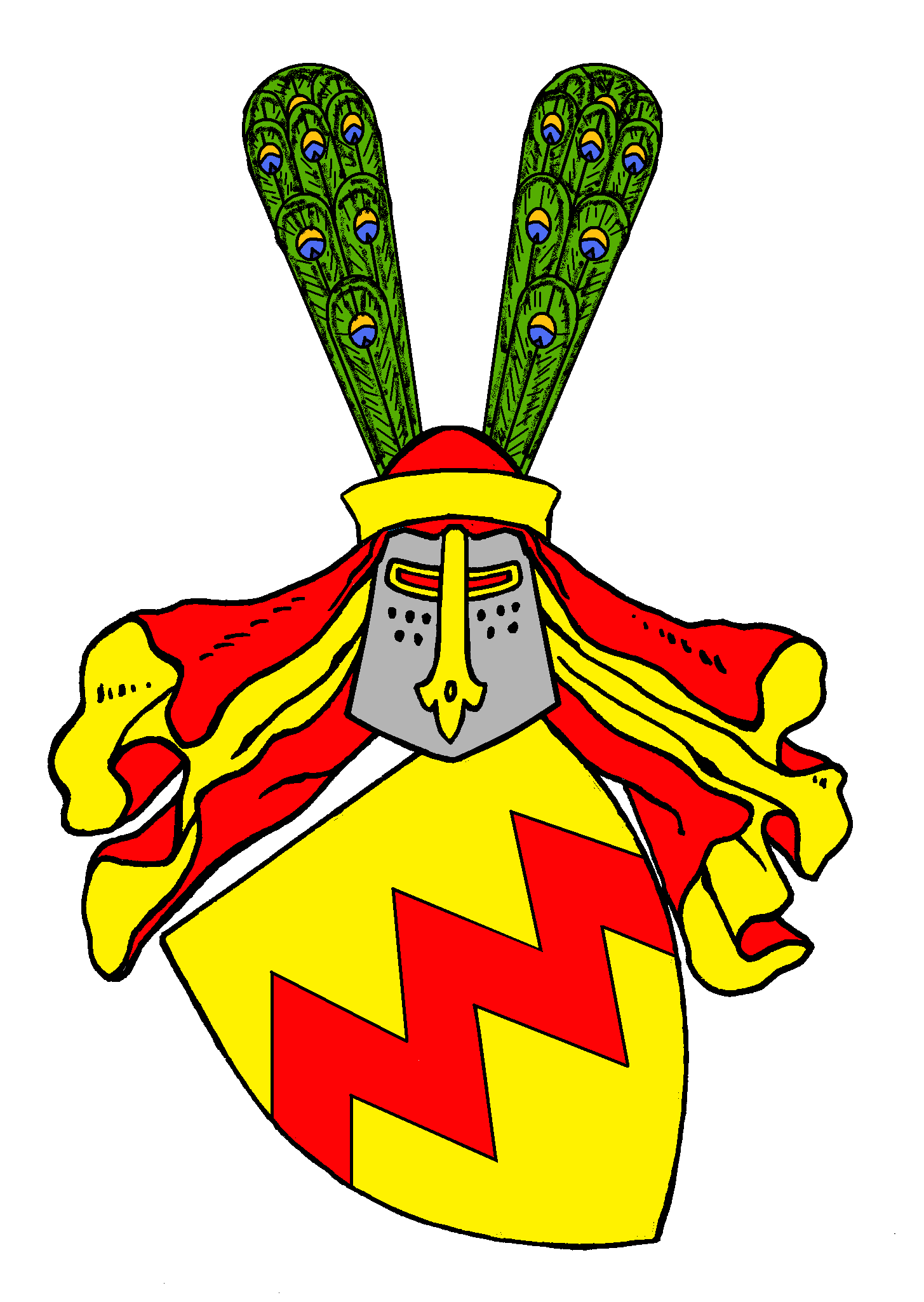
Stammwappen der Grafen von Manderscheid

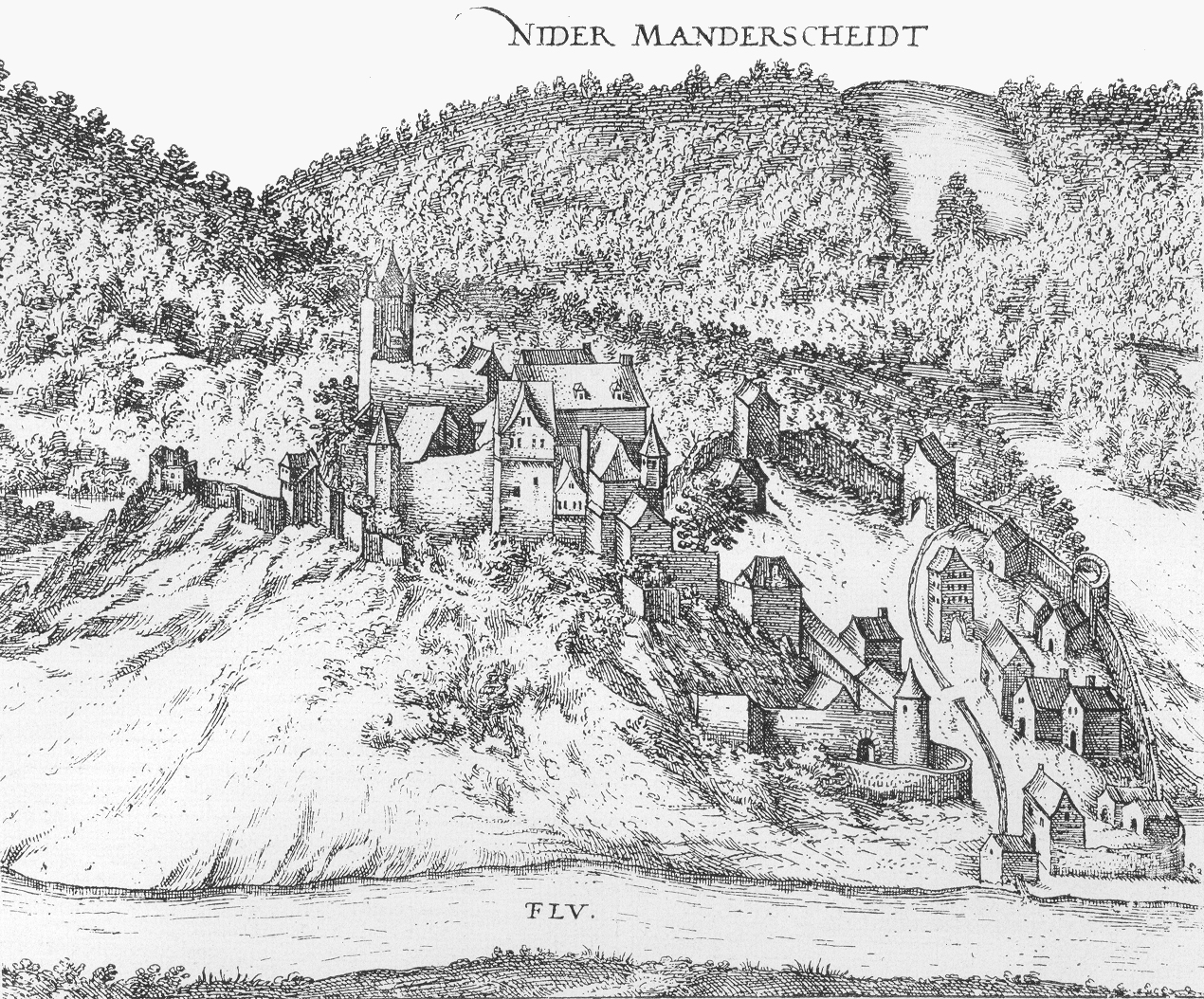
Die Niederburg Manderscheid (Nider Manderscheidt) im Jahre 1576

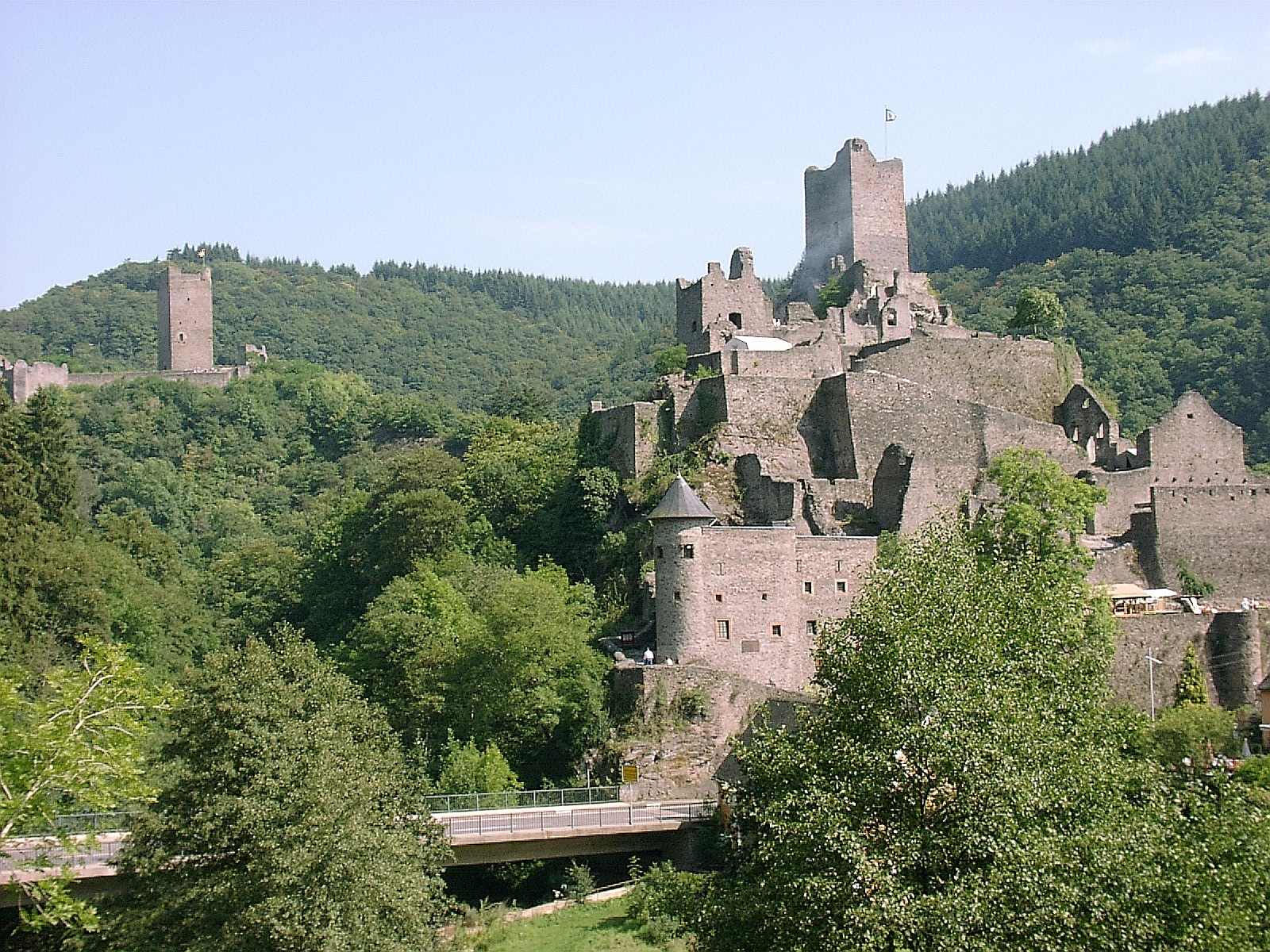
Ruine der Niederburg Manderscheid mit Ruine der Oberburg im Hintergrund

Die Oberburg ist die ältere der beiden Burgen; sie soll aus dem 10. Jahrhundert stammen. Mitte des 12. Jahrhunderts kam sie in den Besitz der Erzbischöfe von Trier.
Danach wurde die Niederburg, seit 1133 erwähnt, als Sitz der Herren von Manderscheid ausgebaut. Diese waren Vögte der Abtei Echternach und Lehnsleute der Grafen von Luxemburg.
Wilhelm V. (1320–1345) vergrößerte die Burg und zog den Ort Niedermanderscheid in die Befestigung mit ein.
Im 15. Jahrhundert erbte Graf Dietrich III. die Herrschaft Schleiden und die Grafschaft Blankenheim. 1457 wurde er in den Reichsgrafenstand erhoben. Seinen Besitz teilte er 1488 unter seinen Söhnen auf: Graf Cuno (Konrad) erbte die ursprüngliche Grafschaft Manderscheid samt der Niederburg, Kasselburg, Kerpen, Schleiden, Kronenburg und Neuerburg und begründet die Linie Manderscheid-Schleiden. Graf Johann erbte Blankenheim, Jünkerath, Gerolstein und Teile der Herrschaft Mechernich und begründet die Linie Manderscheid-Blankenheim-Gerolstein. Graf Wilhelm erbte Salm und die Vogtei Lüxem und begründet die Linie Manderscheid-Kail.

## Der Aufstieg des Hauses Manderscheid
Zu den mittelgroßen Territorien im Deutschen Reich gehörten im 15. Jahrhundert auch die drei Erzstifte Trier, Köln und Mainz. Das Erzstift Trier stellte sich als ein geschlossenes Gebiet dar, das sich um Trier ausdehnte und einen zweiten Schwerpunkt um Koblenz bildete. Im Norden wurde die Ausdehnung durch Köln, im Süden durch die Pfalzgrafschaft und im Osten durch Mainz begrenzt. Daher befanden sich im Hunsrück und in der Eifel nur einige kleine Territorien, die nicht in der Lage waren, landesherrschaftliche Macht zu entfalten.
Eines dieser Territorien war das Gebiet der Herren von Manderscheid, die ihren Familiensitz auf der Niederburg in Manderscheid hatten. Im Jahre 1437 wurde die Talsiedlung Niedermanderscheid mit einem Mauerring in die Verteidigungsanlage einbezogen. Dadurch war der Lieserübergang gesperrt und die Zollstelle am Fluss sicher in der Hand der Manderscheider. Eine Zusammenstellung der Eigen- und Lehngüter aus dem Jahre 1385 belegt, dass sich der Besitz dieser Familie um Manderscheid, Oberkail, Wittlich und Klüsserath konzentrierte. Lehnsherren waren die Grafen von Luxemburg und der Erzbischof von Trier, von dem die Manderscheider etwa ein Drittel des Hochgerichts zu Minderlittgen, einen Hof in Hetzerath und ein Burglehen in Neuerburg trugen.
Ein erhaltenes Rechnungsbuch von 1468 erwähnt Einkünfte von 108 Gulden im Halbjahr. Hinzu kamen aber erhebliche Erträge aus der Landwirtschaft. Die wegen Grundzugehörigkeit zu Abgaben verpflichteten Bauern mussten den »Zehnten« ihrer Einkünfte an den Grundherrn abliefern. Gezahlt wurden die Abgaben hauptsächlich in Naturalien wie Feldfrüchte und Schlachtvieh.

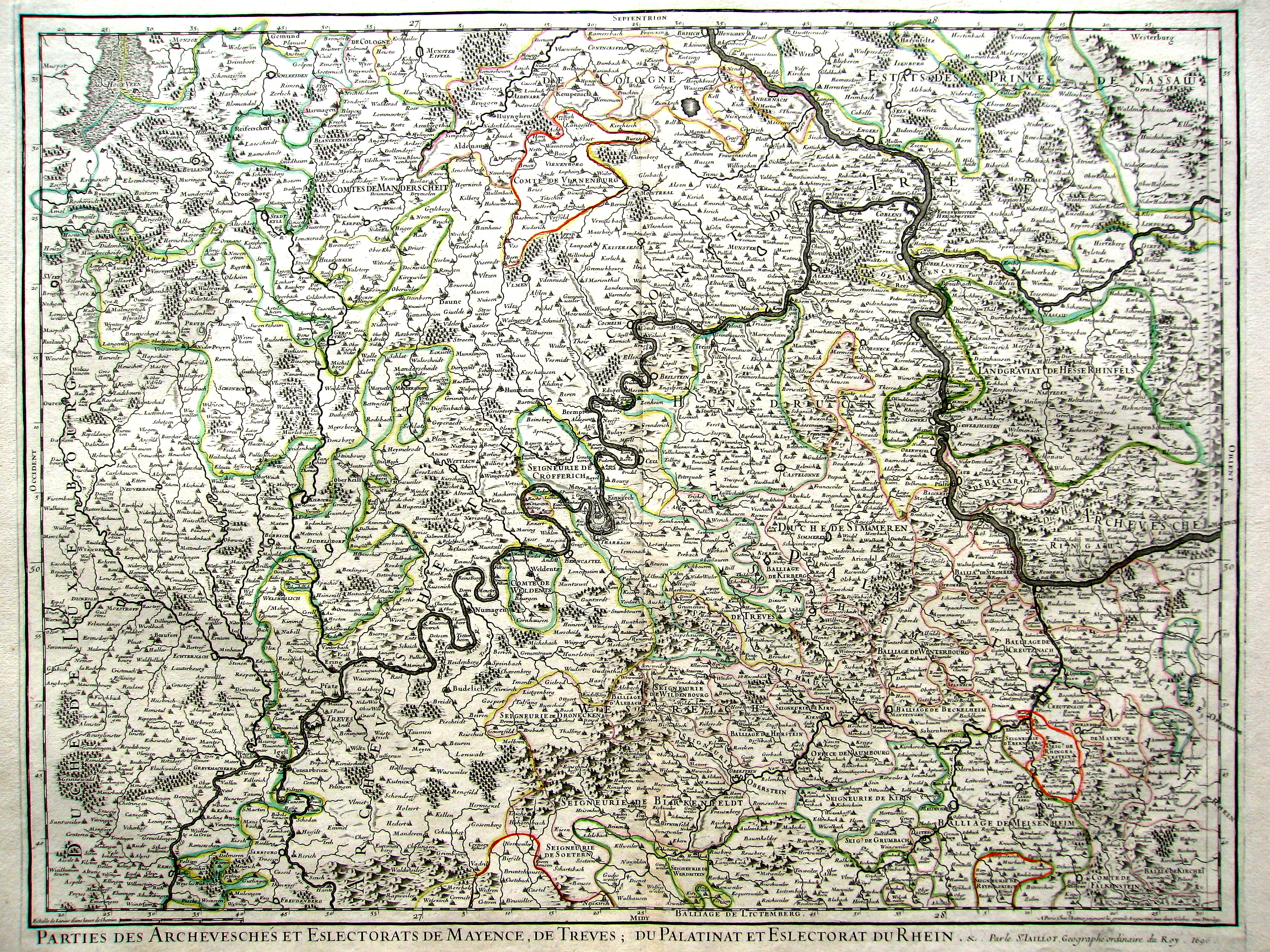
Grafschaft Manderscheid einsehbar auf einer Landkarte von 1696. (A.-H. Jaillot)

Weitere Einkünfte sicherten sich die Herrschenden durch Entgelte für die Viehweide in den herrschaftlichen Wäldern, Verpachtungen von Bannmühlen, in denen die Bevölkerung ausschließlich ihr Korn mahlen lassen musste, oder durch Ablösungssummen für die Entlassung aus dem Untertanenverband, was sehr selten vorkam. Die Grundherren waren daran interessiert, dass die Leute in ihren Territorien wohnhaft blieben. Weil immer mehr Städte entstanden, führte dies bei der Landbevölkerung zur Landflucht. Ein entflohener Höriger oder Leibeigener wurde nach einem Jahr frei, wenn ihn bis dahin sein Herr nicht aufstöberte. Heirat nach auswärts bedurfte der Genehmigung durch den Grundherrn. Vereinzelt wurde die Genehmigung erteilt, so durch Dietrich II. Herr von Manderscheid, für seinen Untertan Johann Gobelen und dessen Ehefrau Christine (Styne) von Laufeld mit Siegel vom 13. Januar 1453. Dafür hatten sie jedes Jahr ein Pfund Ingwer zu zahlen. Außerdem mussten sie versprechen, eines ihrer Kinder nach Manderscheid zu verheiraten. Auch die übrigen Kinder sollten Eigenleute der Herren von Manderscheid bleiben.
Dass die Manderscheider innerhalb weniger Jahrzehnte zu der Machtposition gelangten, die sie später auszeichnete, dazu hat sicher die aufblühende Eisenindustrie mit beigetragen. Im Bereich des eisenverarbeitenden Handwerks gab es neben den Huf- und Waffenschmieden noch die Schlosser, Bogner, Plattner (Harnischschmied), Nagel-, Helm- und Pfannenschmieden. Eisenerz trat in den Manderscheider Territorien in abbauwürdiger Qualität und Menge an die Oberfläche. Die älteste Eisenhütte in der Südeifel ist Eisenschmitt südwestlich von Manderscheid. Sie wurde erstmals 1372 urkundlich erwähnt; 1388 erhielt der Erzbischof von Trier zwei Drittel von Eisenschmitt und 1388 verlieh Dietrich I. von Manderscheid eine Hütte »uff der byr« (in der Nähe von Oberkail) an Friedrich und Blanck Johann auf sechs Jahre. Dafür waren jährlich an vier Terminen insgesamt 38 Zentner Eisen zu liefern. Für 20 Zentner Eisen wurde ihnen auch das Hammerwerk auf der Kyll bei der Mühle verliehen.
Im 14. Jahrhundert war es die Heiratspolitik der Familie, die das Geschlecht auch in die Zentral- und Nordeifel führte. Im Jahre 1381 heiratete Dietrich I. von Manderscheid Elisabeth, die Tochter Tilmanns, des Herrn von Stein und Wartenstein. Dadurch erhielt Dietrich Anrechte an der Ganerbenburg Steinkallenfels im Hunsrück und an der Burg Wartenstein im Naheraum. Sein Sohn Dietrich II. heiratete Irmengardis, die Tochter Dietrichs von Daun, des Herrn von Brück und Lucia von Daun. Diese Heirat machte ihn zum Herrn ansehnlicher Güter, die durch den Tod des Bruders seiner Ehefrau, Dietrich von Daun, im Jahre 1421 einen bedeutenden Zuwachs erhielten. Dietrich von Daun war ohne Nachkommen verstorben und hinterließ die Herrschaften Daun und Brück, in die sich Dietrich II. von Manderscheid mit Johannes, Burggraf von Rheineck, Gemahl Katharinens, der jüngeren Schwester des Verstorbenen, teilte.
Mitte des 15. Jahrhunderts erhielten die Herren von Manderscheid den erblichen Grafentitel verliehen. Dietrich II. war auch im Kriegsdienst nicht unerfahren. Bereits als Junker hatte er Gelegenheit, sich im Waffendienst auszuzeichnen. Unter seinem Vater focht er gegen die Edlen von Rodemachern und Friedrich, Graf von Veldenz. Auch dem Erzbischof Dietrich von Köln leistete er 1394 in einer Fehde gegen den Bischof Wilhelm von Paderborn wesentliche Dienste.

### Trierer Bischofsstreit
Als sein Bruder, Ulrich von Manderscheid, Dompropst von Köln und Archidiakon in Trier, sich 1430, nach dem Tod des Trierer Erzbischofs Otto von Ziegenhain gegen den Willen der Trierer in diese Würde einsetzte, erhielt er die Unterstützung von Dietrich II. Obwohl der Domscholaster Jakob von Sierk bei der Wahl am 27. Februar 1430 fast alle Stimmen bekam, erhielt der Manderscheider nur die Stimmen einer kleinen Gruppe um Dompropst Friedrich von Kröv. Aber der Manderscheider verließ sich auf seinen mächtigen Anhang. Auf dessen Seite standen seine Brüder Dietrich II. und Wilhelm, die Erzbischöfe Dietrich von Köln und Konrad von Mainz, die Herzöge Stephan von Bayern, Adolph von Jülich und Berg, Jakob, Markgraf von Baden, die Grafen Friedrich von Veldenz, Johannes von Sponheim und Robert von Virneburg sowie der Trierer Adel, an dessen Spitze Marschall Wilhelm von Staffel. Innerhalb kurzer Zeit ließ Ulrich von Manderscheid die wichtigsten Burgen und Städte besetzen.
Die beiden Gewählten begaben sich am 16. April 1430 auf die Reise nach Rom zu Papst Martin V. Dieser aber erteilte keinem von beiden die Bestätigung, sondern ernannte am 22. Mai 1430 den Bischof von Speyer, Rhaban von Heimstatt, zum neuen Bischof von Trier. Jakob von Sierk erkannte die Entscheidung an, aber der Manderscheider verließ Rom in der festen Absicht, seinen Anspruch auf den Bischofsstuhl mit Hilfe aller Anhänger im Adel auch notfalls mit Waffengewalt durchzusetzen. Auch das Domkapitel erkannte Rhaban von Heimstatt nicht an und protestierte gegen die Suspendierung seines Wahlrechts. Man bestellte Ulrich von Manderscheid zunächst zum Bistumsverwalter und wählte ihn am 10. Juli 1430 in Koblenz noch einmal zum Bischof. Papst Martin V. antwortete daraufhin mit der Verhängung der Exkommunikation über das Domkapitel und Ulrich von Manderscheid.

### Belagerung Triers
Während der Manderscheider zum Krieg rüstete, vergingen die Jahre 1431 und 1432. In der Nacht zum Dreikönigstag 1433 misslang der Versuch der Manderscheider, die Stadt Trier im Handstreich zu besetzen. Ulrich von Manderscheid ließ daraufhin die Stadt einschließen und belagern, wobei die Vororte auf dem linken Moselufer mit den Pfarreien St. Viktor und St. Isidor in Flammen aufgingen. Empört über die Gewalttätigkeit des Manderscheiders sagte sich das Domkapitel von ihm los und schloss sich dem Hilfegesuch der Stadt Trier an das allgemeine Konzil in Basel an. Im August 1433 versuchte Ulrich von Manderscheid erneut, Trier im Hauptangriff zu nehmen, nachdem die Stadt eine Woche unter Geschützfeuer gelegen hatte. Die Stadt konnte den Angriff jedoch abwehren, woraufhin der Manderscheider die Belagerungstruppen abzog. Auf dem Rückzug plünderten sie die Orte Neunkirchen, Büschfeld, Michelbach, Niederlosheim und die Dörfer im Nalbacher Tal.
Der Trierische Bischofsstreit wurde schließlich auf dem Konzil in Basel entschieden, wo die beiden Kontrahenten geladen waren. Es war am 14. April 1434, als Ulrich von Manderscheid Basel verließ. Einen Monat später sprach sich die Konzilkommission für Rhaban von Heimstatt als Erzbischof von Trier aus, dem König Sigismund am 31. Mai 1434 die Regalien verlieh. Er forderte die Einwohner des Erzstiftes Trier auf, Rhaban als Erzbischof anzuerkennen.
Über Ulrich von Manderscheid verhängte er am 7. August 1434 die Reichsacht. Sie konnte über jeden Angehörigen des Reiches verhängt werden, der die Gesetze und die Ordnung des Deutschen Reiches und des Königs übertrat. Der Missetäter wurde durch Gerichtsspruch in die Reichsacht genommen, das heißt, für gesetzlos und vogelfrei erklärt. Untertanen eines geächteten Herrn wurden ihrer Pflichten gegen ihn entbunden. Die Aufhebung der Reichsacht war möglich nach Leistung einer Sühne gegenüber dem Beleidigten oder Geschädigten. Ulrich von Manderscheid gab nicht auf. Burgen und Städte des Erzstifts an der Untermosel, auf dem Maifeld und am Rhein waren immer noch von seinen Anhängern besetzt. Die Fürsten des Reiches schlugen trotz des Basler Urteils die Einsetzung eines Schiedsgerichts vor, das am 7. Februar 1436 in St. Goar entschied, dass Rhaban von Heimstatt der rechtmäßige Erzbischof von Trier sei, dem Ulrich von Manderscheid alle besetzten Burgen und Städte zu übergeben habe.
Als Ulrich von Manderscheid sich noch einmal auf den Weg nach Rom machte, um den Papst doch noch für sich zu gewinnen, starb er auf dieser Reise im Sommer 1436 zwischen Konstanz und Zürich. Die Grafen von Virneburg, Anhänger Ulrichs, setzten auch jetzt noch den Kampf fort und schlossen erst im Juli 1437 Frieden, nachdem Rhaban ihnen Burgen und Herrschaften Schönenberg in der Eifel, Hammerstein und Kempenich für 30000 Gulden verpfändet hatte.

### Standeserhöhung und Machtzuwachs
Dietrich II. von Manderscheid regelte nach dem Tode seines Bruders die Forderungen des Erzstiftes Trier. Im Jahre 1449 begleitete er den Erzbischof Jakob von Sierck, der nach dem Verzicht von Rhaban am 19. Mai 1439 zum Nachfolger ernannt worden war, nach Rom, von wo er im Jahre 1451 zurückkehrte. Bitburg und Dudeldorf, die an die Grafen von Virneburg verpfändet waren, verlangte er von Robert von Virneburg zurück. Um den Räubereien in der Eifel ein Ende zu setzen, vereinigte er sich auf 13 Jahre mit den benachbarten Dynasten. Als seine Frau am 14. April 1456 starb, übertrug er den von Kaiser Friedrich III. ihm erteilten Grafentitel auf seine Söhne. Dietrich II. starb am 10. November 1469 und wurde neben seiner Gattin im Kloster Himmerod begraben.
Der älteste seiner ihn überlebenden Söhne, Dietrich III. († 1498), hatte im Jahr 1443 Elisabeth von Schleiden († 1469) geheiratet, und kam so 1445, nach dem söhnelosen Tod seines Schwiegervaters, in den Besitz des größten Anteils der Herrschaft Schleiden. Nach dem 1451 erfolgten Tod von Graf Heinrich II. von Nassau-Dillenburg, der mit Elisabeths Schwester vermählt gewesen war, fiel ihm auch deren Anteil zu, wodurch er die gesamte Herrschaft Schleiden mit seinen Besitzungen vereinigen konnte. Der größte Machtzuwachs aber stand ihm noch bevor: Dietrich III. konnte 1468 nach dem Tod des letzten regierenden Grafen von Blankenheim aus dem loon-heinsbergischen Haus, Wilhelm II., die Grafschaften Blankenheim und Gerhardstein (Gerolstein) zusätzlich im Rahmen von Erbansprüchen seiner Gattin erwerben.

## Die Manderscheider Linien
Manderscheid-Schleiden
Graf Cuno von Manderscheid-Schleiden war verheiratet mit Mathilde, Gräfin von Virneburg. Um 1492 bildeten sie diese Linie.
Unter dem Grafen Dietrich VI. von Manderscheid-Schleiden (von 1560 bis 1593) wird die Reformation in Schleiden eingeführt.
Amalie (1607–1647) die Tochter des schwedischen Grafen Steno von Löwenhaupt, heiratet Philipp Dietrich von Manderscheid-Kail, der damit auch Erbe von Manderscheid-Schleiden wird.
Manderscheid-Kail
Der Stammsitz war das Schloss in Oberkail. Durch dieses Wasserschloss wurde Oberkail für einige hundert Jahre zu einem bedeutenden Eifelort. Heute ist von dem einstmals pompösen Wasserschloss kaum noch bauliche Substanz vorhanden. Als der letzte Oberkailer Graf ohne Nachkommen starb, fiel dessen Besitz im Jahr 1742 an das Haus Manderscheid-Blankenheim. Das Wasserschloss wurde Anfang des 19. Jahrhunderts zerstört.
Die Linie Manderscheid-Kail war im reichsunmittelbaren Besitz der Herrschaft Dollendorf, der Vogtei Lüxem und des Dorfes Salm; landsässiger Besitz unter Luxemburg waren die Herrschaften Oberkail und Falkenstein, unter Kurtrier das Hochgericht Demerath und die Zenterei Musweiler.
Manderscheid-Blankenheim-Gerolstein
Die Linie Manderscheid-Blankenheim(-Gerolstein) ist außergewöhnlich häufig in geistlichen Spitzenpositionen des Alten Reiches anzutreffen gewesen. Johann Moritz Gustav von Manderscheid-Blankenheim war Erzbischof von Prag, Johann IV. von Manderscheid-Blankenheim war Bischof von Straßburg und mit Elisabeth von Manderscheid-Blankenheim-Gerolstein, Clara Elisabeth von Manderscheid-Blankenheim, Margarete Elisabeth von Manderscheid-Blankenheim und Anna Salome von Manderscheid-Blankenheim waren vier Frauen Fürstäbtissinnen von Essen. Des Weiteren finden sich Kölner Domherren und Domdechanten, wie z. B. Philipp Salentin von Manderscheid-Blankenheim-Gerolstein, aus diesem Adelsgeschlecht. Karoline von Manderscheid-Blankenheim wurde 1783 Fürstin von und zu Liechtenstein.
Mit Maria Franziska fiel 1742 Manderscheid-Kail an Manderscheid-Blankenheim. Aber schon 1780, nach dem Aussterben der Grafen von Manderscheid-Blankenheim im Mannesstamm, fiel der Besitz an Graf Philipp Christian von Sternberg, der 1762 Augusta von Manderscheid-Blankenheim geheiratet hatte, und sich nun Sternberg-Manderscheid nannte, da er nunmehr – in den Stand eines regierenden Reichsgrafen aufgerückt – im Reichstag Sitz und Stimme erlangt hatte.

## Vertreibung durch die Franzosen
Französische Revolutionstruppen besetzten ohne nennenswerte Kampfhandlungen 1794 das Linke Rheinufer und die Eifel. Dem Grundsatz der französischen Revolution folgend wurde der Adel entmachtet und der Feudalismus beseitigt. Frondienste sowie Zehntabgaben und Binnenzölle wurden abgeschafft. Für alle galten fortan gleiche Rechte, Französisch wurde zur Amtssprache. Auch das bis dahin gültige mittelalterliche Rechtswesen wurde aktualisiert. Die Wirtschaft in der Eifel erfuhr einen Aufschwung.
Als französische Revolutionstruppen im Jahr 1794 bis in die Eifel vordrangen, wurden die Grafen vertrieben. Die Gräfin von Manderscheid floh in ihre zweite Heimat in Böhmen. Auf dieser Flucht wurden zwei Wagen gefüllt mit Urkunden und Besitznachweisen mitgeführt. Später versuchte die Gräfin von Prag aus ihren Besitz in der Eifel einzuklagen. Dieser Versuch scheiterte jedoch. Die Zeit der Manderscheider war damit in der Eifel endgültig vorbei. Soweit die Sammlungen nicht nach Prag überführt werden konnten, wurden sie dem mit der Familie sehr verbundenen Hauslehrer Ferdinand Franz Wallraf in Köln überlassen.
Für den Verlust der linksrheinischen Gebiete Blankenheim, Stadtkyll, Gerolstein und Dollendorf an Frankreich wurden die Grafen von Sternberg-Manderscheid im Reichsdeputationshauptschluss 1803 mit den oberschwäbischen Abteien Schussenried und Weißenau entschädigt. 1806 wurden diese mediatisiert und kamen an das Königreich Württemberg.

## Archivlage
Die seinerzeit auf der Flucht mitgenommenen Urkunden und Unterlagen (wie Besitzurkunden und kaufmännische Unterlagen) befinden sich heute im Original im Archiv des Nationalmuseums Prag. In den 1970er Jahren wurden diese Unterlagen auf Mikrofilm verfilmt, wovon sich heute eine Kopie beim LVR-Archivberatungs- und Fortbildungszentrum in Brauweiler bei Köln befindet und inzwischen digitalisiert wurde. Eine wissenschaftliche Auswertung der Unterlagen ist bislang weder in Prag noch in Deutschland erfolgt.
Weitere Archivalien befinden sich unter anderem im Landeshauptarchiv Koblenz (Reichsgrafschaften Manderscheid-Blankenheim und Gerolstein, Blankenheim, Schleiden, Virneburg, Grafschaft Gerolstein, Herrschaften Manderscheid, Daun, Kail, Kronenburg, Neuerburg, Bettingen, Jünkerath, Dollendorf, Kasselburg, Kerpen), im Landesarchiv Nordrhein-Westfalen Abteilung Rheinland in Duisburg (Reichsgrafschaft Schleiden, Grafschaft Manderscheid-Blankenheim, Reichsherrschaft Mechernich), im Nationalarchiv Luxemburg, im Staatsarchiv Wertheim (Reichsgrafschaft Virneburg, Rosenbergsches Archiv – Manderscheidische Sachen) und im Herzog von Croy’schen Archiv in Dülmen (Manderscheid-Blankenheim).

## Wappen

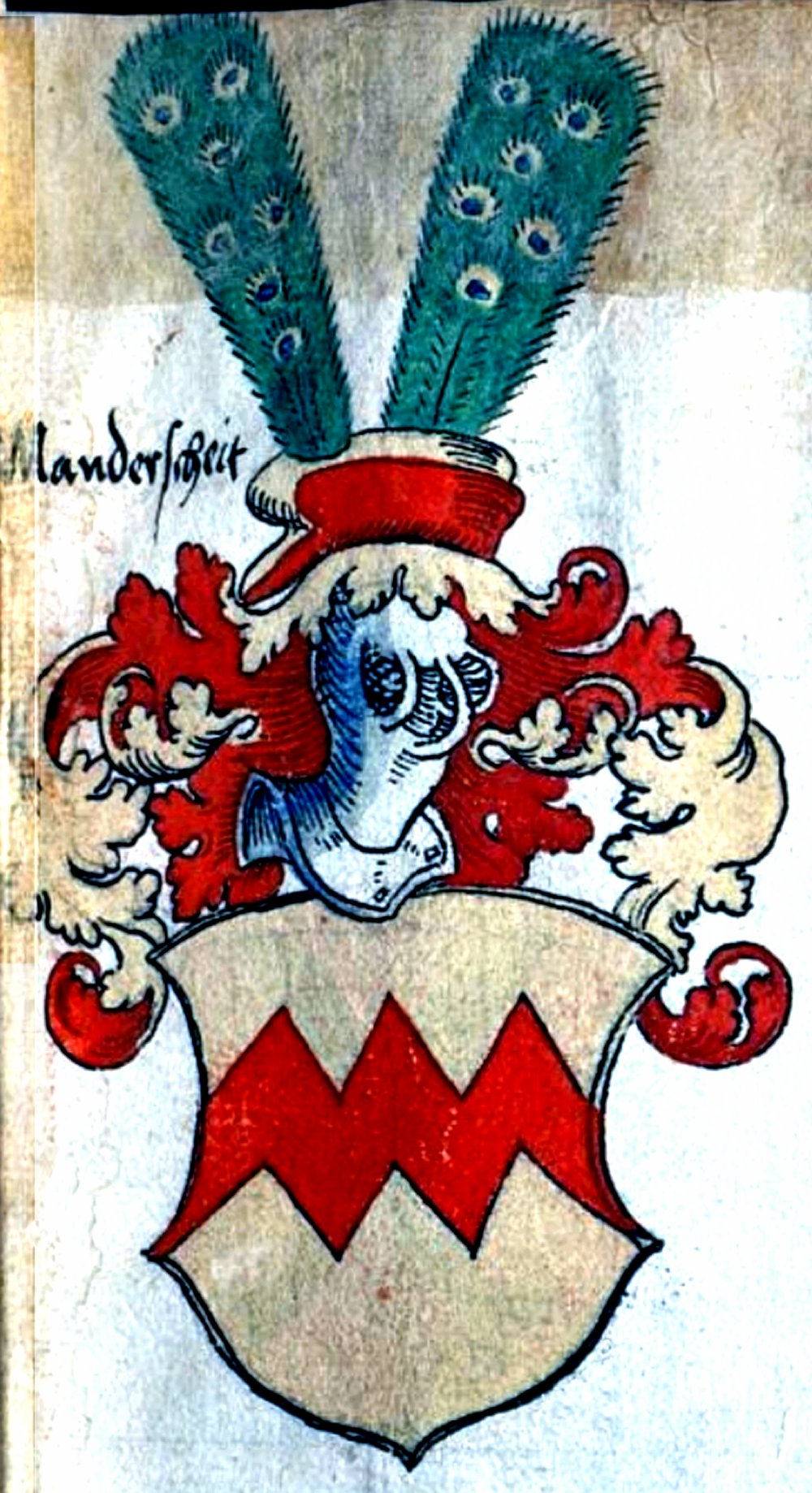
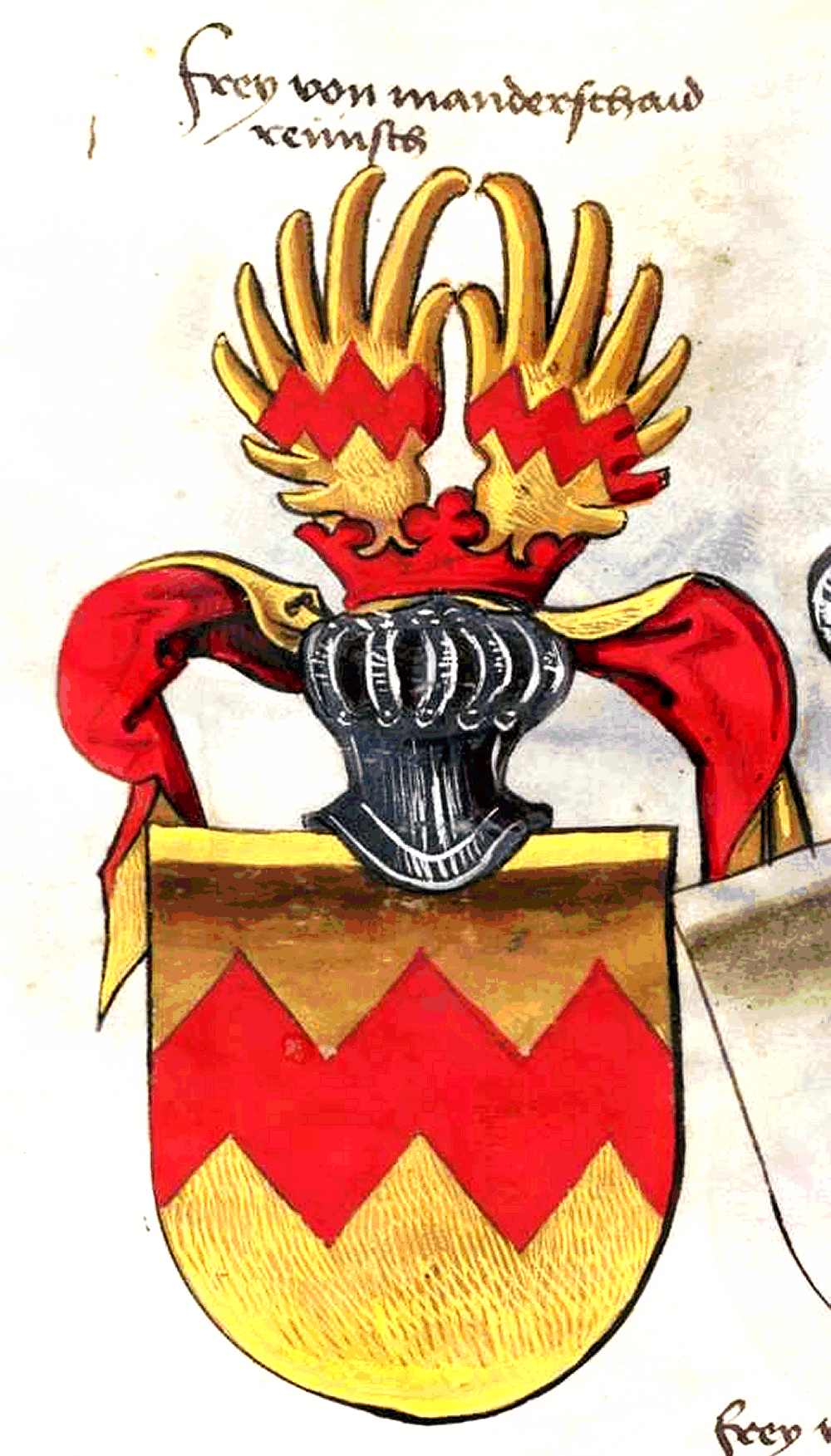

Die Grafen von Manderscheid hatte folgendes Stammwappen (siehe oben): In Gold ein roter Zickzackbalken. Die Grafen von Manderscheid-Gerolstein hatten ein Stammwappen mit vier Feldern (siehe oben):
- Feld 1 und 4 (rechts oben und links unten): In Gold ein roter Zickzackbalken. – für Manderscheid.
- Feld 2 und 3 (links oben und rechts unten): In Gold ein schwarzer Löwe, darüber ein roter Turnierkragen von 4 Lätzen. – für Blankenheim.[5]

Beide erscheinen auch heute noch in einer Reihe aktueller Gemeindewappen, z. B.:

Stadt Manderscheid
Gemeinde Kerschenbach
Gemeinde Schladt
Landkreis Vulkaneifel
Stadt Gerolstein
Stadt Mechernich
Gemeinde Esch

Historische Wappenbilder

## Personen
- Liste der Grafen von Manderscheid